# Creagrutus kunturus
Creagrutus kunturus är en fiskart som beskrevs av Vari, Harold och Ortega, 1995. Creagrutus kunturus ingår i släktet Creagrutus och familjen Characidae. Inga underarter finns listade i Catalogue of Life.